# Claudie Cuvelier
Claudie Cuvelier épouse Schisano (née le 13 mai 1943 à Wignehies) est une athlète française, spécialiste du lancer du poids et du lancer du disque.

## Palmarès
- 21 sélections en Équipe de France A
- Championnats de France d'athlétisme Élite :
  - 3 fois vainqueur du lancer du poids en 1966, 1967 et 1969
  - 3 fois vainqueur du lancer du disque en 1967, 1968 et 1969.

## Records
- Elle améliore à trois reprises le record de France du lancer du poids (14,58 m, 15,11 m et 15,31 m en 1967)
- Elle améliore à trois reprises le record de France du lancer du disque (48,54 m et 49,70 m en 1967, puis 50,82 m en 1969)

| Épreuve          | Performance | Lieu    | Date |
| ---------------- | ----------- | ------- | ---- |
| Lancer du poids  | 15,31 m     | Bellac  | 1967 |
| Lancer du disque | 51,02 m     | Sochaux | 1969 |